# Lukavec (Ústí nad Labem)
Lukavec é uma comuna checa localizada na região de Ústí nad Labem, distrito de Litoměřice.